# Kortstaartopossum
De kortstaartopossum (Monodelphis brevicaudata) is een zoogdier uit de familie van de opossums (Didelphidae). De wetenschappelijke naam van de soort werd voor het eerst geldig gepubliceerd door Johann Christian Polycarp Erxleben in 1777.

## Voorkomen
De soort komt voor in Venezuela, de Guyana's en aangrenzende delen van Brazilië.